# محطة هارتسفيل للطاقة النووية

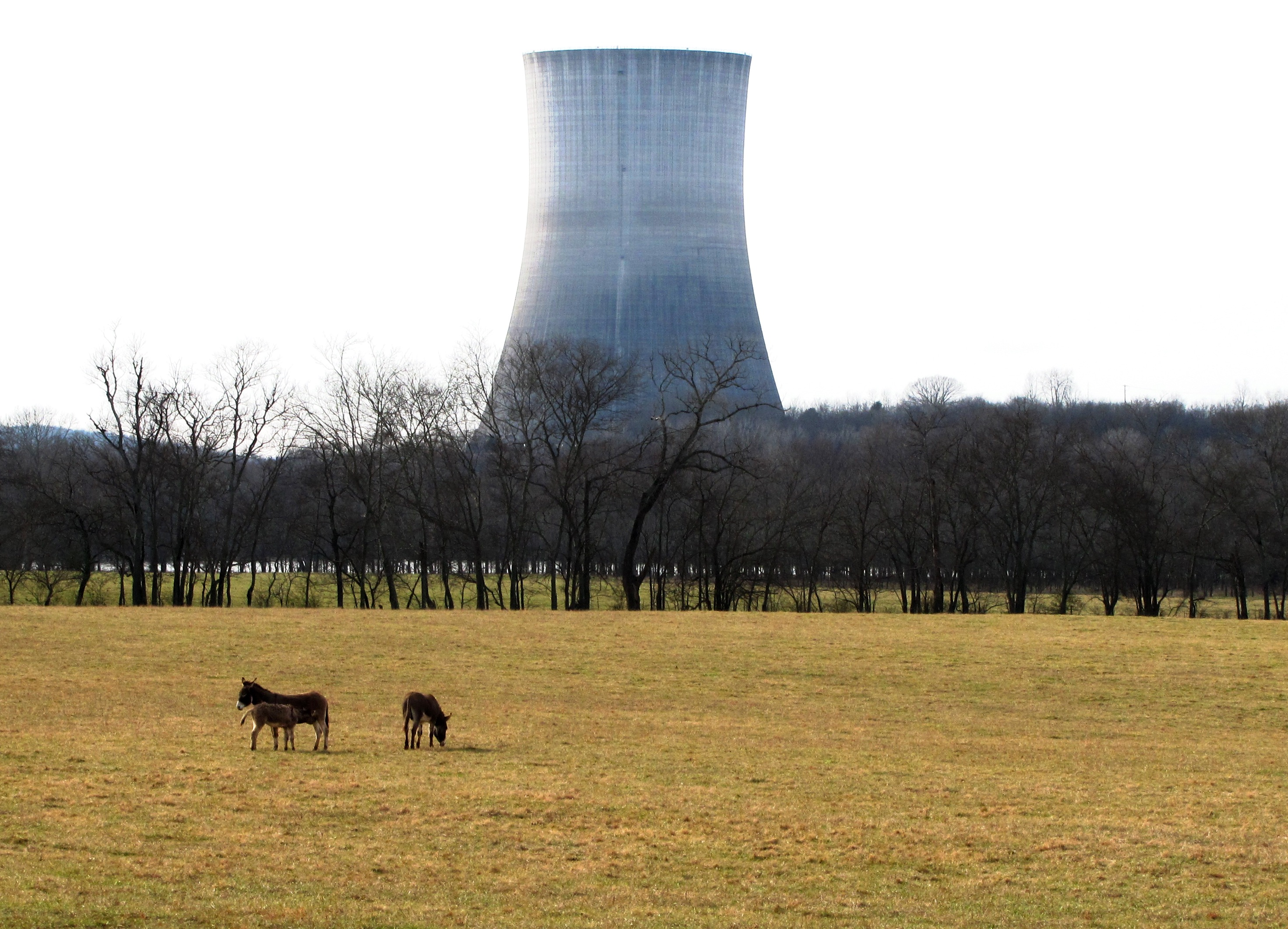
برج التبريد في المحطة الملغاة

محطة هارتسفيل للطاقة النووية هي مشروع محطة طاقة نووية تم الغائها، تقع بالقرب من هارتسفيل، بولاية تينيسي.

## نبذة
كان من المقرر أن يكون لديها أربعة مفاعلات من نوع الماء المغلي، في أواخر الستينيات من القرن الماضي، لبناء المحطة التي كانت من المقرر أن تغطي الطلب على الكهرباء في الثمانينيات.

## الإلغاء
بدأ بناء المحطة في عام 1975، وتم إلغاء مفاعلات المحطة «الثانية» في 22 مارس 1983 وتم إلغاء مفاعلات المحطة «الأولى» في 29 أغسطس 1984.

## الموقع
هناك خطط حاليًا لتحويل 550 فدان (220 هكتار) من الموقع التي تبلغ مساحته 1940 فدان (790 هكتار) إلى منطقة صناعية.